# Đô Lương (xã)
Đô Lương là một xã cũ thuộc huyện Đông Hưng, tỉnh Thái Bình, Việt Nam.

## Địa lý
Xã Đô Lương nằm ở cực bắc huyện Đông Hưng, có vị trí địa lý:
- Phía đông và phía bắc giáp huyện Quỳnh Phụ
- Phía tây giáp xã An Châu và huyện Hưng Hà
- Phía nam giáp các xã An Châu, Liên Giang, Phú Lương.

Xã Đô Lương có diện tích 4,02 km², dân số năm 2022 là 4.477 người, mật độ dân số đạt 1.113 người/km².

## Lịch sử
Ngày 28 tháng 9 năm 2024, Ủy ban Thường vụ Quốc hội ban hành Nghị quyết số 1201/NQ-UBTVQH15 về việc sắp xếp đơn vị hành chính cấp xã của tỉnh Thái Bình giai đoạn 2023 – 2025 (nghị quyết có hiệu lực từ ngày 1 tháng 11 năm 2024). Theo đó, thành lập xã Liên An Đô trên cơ sở toàn bộ 4,02 km² diện tích tự nhiên và quy mô dân số là 4.477 người của xã Đô Lương.

## Kinh tế - xã hội
Xã có cụm công nghiệp Đô Lương.
Đặc sản: Chè xanh, gỏi sụn.
Các trường học trên địa bàn xã:
- Trường Tiểu học Đô Lương: Thôn 4.
- Trường THCS Đô Lương: Thôn 4.

## Văn hóa
- Di tích lịch sử Quốc gia Đền thờ Tiến Truật.

## Danh nhân
- Đỗ Toàn
- Đỗ Toại
- Đỗ Cảnh
- Anh hùng Đinh Trọng Lịch.